# 新疆生产建设兵团第七师
新疆生产建设兵团第七师，简称第七师（前称新疆生产建设兵团农业建设第七师，简称农七师），是新疆生产建设兵团的师，为正地厅级单位。七师与新疆维吾尔自治区胡杨河市实行“师市合一”，管理团场位于伊犁州、塔城地区、克拉玛依市境内。全师总面积4,588.8平方公里，总人口22.8万，师部驻地奎屯市。

## 沿革
农七师前身为国民革命军陆军新编第四十五师，于第二次国共内战末期宣布起义，加入中国人民解放军。
1944年2月，国民政府为加强对新疆地区的军事统治，将新疆乌苏、呼图壁、奇台等地区的地方武装，统一编成国民革命军陆军新编第四十五师、新编第46师。不久，将新编第45师、新编第46师合编组成新编第2军，由国民革命军第二十九集团军总司令李铁军兼任军长，叶成任副军长。下辖：新编第45师，谢义峰任师长；新编第46师，徐汝诚任师长。该军编成后，即在新疆乌苏、呼图壁、奇台等地区担任守备任务。1945年8月，抗日战争胜利后，李铁军调任军事委员会委员长西安行营河西警备总司令部总司令，叶成接任军长。不久叶成调任迪化警备司令，谢义峰任军长。此时，该军隶属新疆警备总司令部，下辖：新编第45师、新编第46师不变。
1947年春，新编第2军改编为整编第七十八师，隶属西北军政长官公署，谢义峰任师长。原辖新编第45师改为整编第一七八旅，徐达任旅长；新编第46师改为整编第179旅，崔颖春任旅长。1948年8月，谢义峰调任整编第13师师长后，叶成任该整编师师长。同时将暂编第58师改为第227旅调归该师建制，顾葆裕任师长。此时，该军辖整编第178旅、整编第179旅整编第227旅。1949年9月25日，整编第78师随新疆警备总司令陶峙岳起义，接受解放军的改编。12月27日，整编第178旅整编为中国人民解放军第二十五师，隶属第九军编制。
1952年11月，第9军番号撤销。第二十五师随即于1953年被改编为新疆农业建设第七师。1954年11月列入新疆生产建设兵团建制，为新疆生产建设兵团农垦第七师。1975年，农7师建制撤销。1981年，以奎屯农垦局为基础恢复农7师建制。
2019年11月，国务院以国函〔2019〕107号文件批复设立胡杨河市。2019年12月18日，胡杨河市挂牌成立。

## 团场
第七师现辖1个县级市、10个团、1个农场、1个乡镇级行政单位。
- 县级市：胡杨河市
- 团：
  - 车排子垦区：一二三团、一二五团、一二六团、一二七团、一二八团、一二九团
  - 奎屯垦区：一二四团、一三〇团、一三一团、一三七团、奎东农场、天北新区